# Apriyani Rahayu

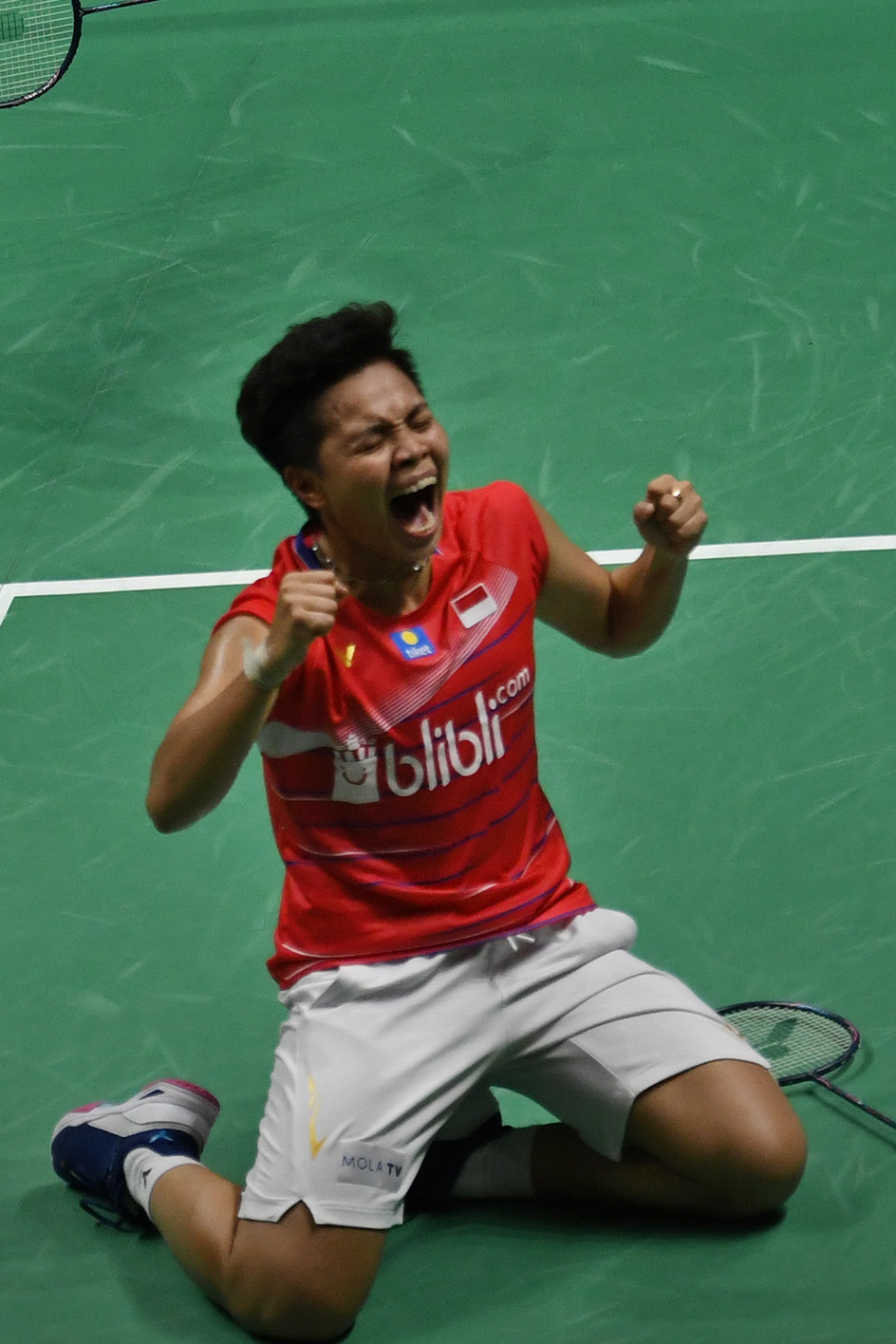
Apriyani Rahayu, Indonesian Masters 2020.

Apriyani Rahayu (* 29. April 1998 in Kendari) ist eine indonesische Badmintonspielerin.

## Karriere
Apriyani Rahayu gewann 2015 die Singapore International. 2017 siegte sie bei den Thailand Open und den French Open, 2018 bei den India Open und den Thailand Open, 2019 erneut bei den India Open. 2021 qualifizierte sie sich für die Olympischen Sommerspiele des gleichen Jahres, wo sie Gold gewinnen konnte.

## Sportliche Erfolge
| Saison | Veranstaltung                       | Disziplin | Platz | Name                                      |
| ------ | ----------------------------------- | --------- | ----- | ----------------------------------------- |
| 2014   | Juniorenweltmeisterschaft 2014      | WD        | 2     | Rosyita Eka Putri Sari / Apriyani Rahayu  |
| 2014   | Walikota Surabaya Cup 2014          | WD        | 3     | Apriyani Rahayu / Jauza Fadhila Sugiarto  |
| 2014   | Indonesia Junior International 2014 | WD        | 1     | Jauza Fadhila Sugiarto / Apriyani Rahayu  |
| 2015   | Juniorenasienmeisterschaft 2015     | XD        | 3     | Fachriza Abimanyu / Apriyani Rahayu       |
| 2015   | USM International 2015              | XD        | 2     | Akbar Panji / Apriyani Rahayu             |
| 2015   | Juniorenweltmeisterschaft 2015      | XD        | 3     | Fachriza Abimanyu / Apriyani Rahayu       |
| 2015   | Indonesia Junior International 2015 | WD        | 3     | Apriyani Rahayu / Jauza Fadhila Sugiarto  |
| 2015   | Singapore International 2015        | WD        | 1     | Apriyani Rahayu / Jauza Fadhila Sugiarto  |
| 2016   | Walikota Surabaya Cup 2016          | XD        | 1     | Agripina Prima Rahmanto / Apriyani Rahayu |
| 2016   | Walikota Surabaya Cup 2016          | WD        | 1     | Apriyani Rahayu / Jauza Fadhila Sugiarto  |
| 2016   | Juniorenasienmeisterschaft 2016     | XD        | 3     | Rinov Rivaldy / Apriyani Rahayu           |
| 2016   | Indonesia Junior International 2016 | XD        | 1     | Rinov Rivaldy / Apriyani Rahayu           |
| 2017   | French Open 2017                    | WD        | 1     | Greysia Polii / Apriyani Rahayu           |
| 2017   | Thailand Open 2017                  | WD        | 1     | Greysia Polii / Apriyani Rahayu           |
| 2017   | Hong Kong Open 2017                 | WD        | 2     | Greysia Polii / Apriyani Rahayu           |
| 2018   | Juniorenweltmeisterschaft 2018      | WD        | 3     | Apriyani Rahayu / Greysia Polii           |
| 2018   | India Open 2018                     | WD        | 1     | Greysia Polii / Apriyani Rahayu           |
| 2018   | All England 2018                    | WD        | 17    | Greysia Polii / Apriyani Rahayu           |
| 2018   | Hong Kong Open 2018                 | WD        | 3     | Greysia Polii / Apriyani Rahayu           |
| 2018   | China Open 2018                     | WD        | 3     | Greysia Polii / Apriyani Rahayu           |
| 2018   | Indonesia Masters 2018              | WD        | 2     | Greysia Polii / Apriyani Rahayu           |
| 2018   | Japan Open 2018                     | WD        | 3     | Greysia Polii / Apriyani Rahayu           |
| 2018   | Thailand Open 2018                  | WD        | 1     | Greysia Polii / Apriyani Rahayu           |
| 2018   | Asienspiele 2018                    | WD        | 3     | Greysia Polii / Apriyani Rahayu           |
| 2019   | Indonesia Masters 2019              | WD        | 3     | Greysia Polii / Apriyani Rahayu           |
| 2019   | Malaysia Masters 2019               | WD        | 2     | Greysia Polii / Apriyani Rahayu           |
| 2019   | India Open 2019                     | WD        | 1     | Greysia Polii / Apriyani Rahayu           |
| 2019   | All England 2019                    | WD        | 5     | Greysia Polii / Apriyani Rahayu           |
| 2020   | All England 2020                    | WD        | 17    | Greysia Polii / Apriyani Rahayu           |